# مطار شيراز الدولي
مطار شيراز الدولي (إياتا: SYZ) (ايكاو: OISS) مطار إيراني يقع في شيراز ويخدم محافظة فارس جنوب إيران، يعد مطار شيراز ثاني أكبر مطارات جمهورية إيران بعد مطار الخميني في العاصمة الإيرانية طهران.

## خطوط وشركات الطيران
- العربية للطيران (الشارقة).
- طيران الجزيرة (الكويت).

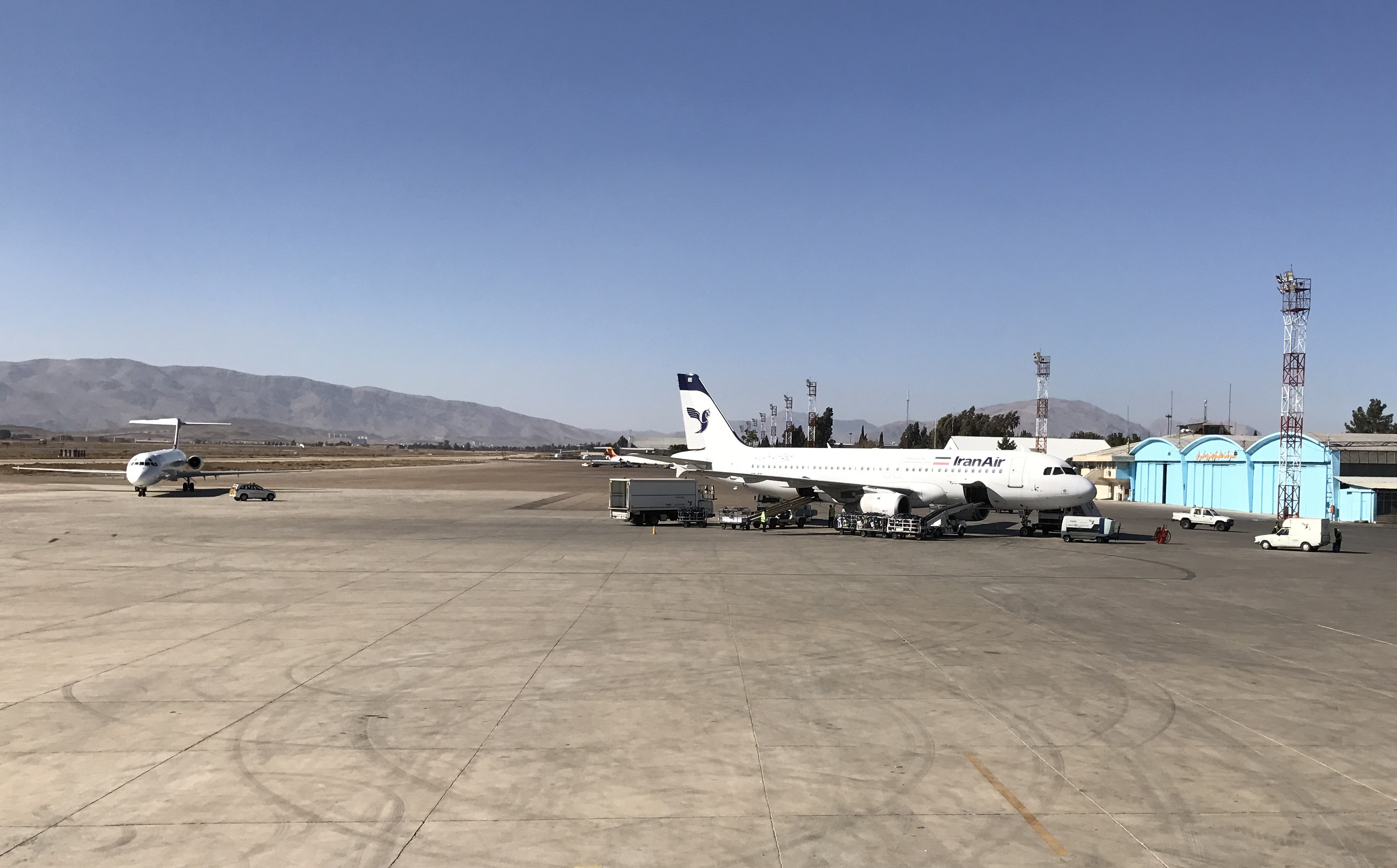
مواقف الطائرات بمطار شيراز الدولي

- إيران للطيران (طهران، بغداد، الدوحة، المنامة، بندر عباس، أصفهان).
- الخطوط الجوية التركية (أسطنبول).
- الخطوط الجوية العربية السعودية (جدة، المدينة المنورة).
- الخطوط الجوية القطرية (الدوحة).
- طيران الخليج (المنامة).
- آسمان للطيران (طهران، دبي، مسقط، النجف، الكویت، لامرد، مشهد، تبریز، رشت، کرمانشاه، زاهدان).
- ماهان للطيران (كوالالمبور، طهران، مشهد).
- کیش للطيران (كیش، طهران).